# Labruguière
 Labruguière  là một xã trong tỉnh Tarn thuộc vùng Occitanie ở miền nam nước Pháp. Xã này nằm ở khu vực có độ cao trung bình 180 mét trên mực nước biển.
Sông Thoré tạo một phần ranh giới phía đông, chảy theo hướng bắc tây bắc qua phía bắc thị trấn.